# شوتارو اوكادا
شوتارو اوكادا هو لاعب كرة قدم ياباني في مركز الوسط، ولد في 1996. لعب مع نادي سكونتو.